# Cartoon S/M

Cartoon S/M est un double album de John Zorn joué par différents groupes. Il comprend les quatuors à cordes que l'on trouve sur The String Quartets, mais joués par un groupe différents, le Mondriaan Quartet, plus quatre autres pièces jouées par le Asko Ensemble sous la direction de Stephen Ashbury (For your Eyes Only), par Tomoko Mukaiyama au piano dans Carny, par un quatuor de clarinettes pour la seconde version de Kol Nidre et par un trio violon-piano-percussion pour Music for Children. L'album est sorti en 2000 sur le label Tzadik dans la série Composer consacrée à la musique classique contemporaine.

## Titres
|        | Cartoon                      |       |
| 1-01.  | Cat O’Nine Tails             | 15:35 |
| 1-02.  | Carny                        | 12:35 |
| 1-03.  | For Your Eyes Only           | 13:02 |
| 1-04.  | Kol Nidre (String Quartet)   | 7:55  |
|        | S&M                          |       |
| 2-01.  | The Dead Man (Part 1)        | 1:05  |
| 2-02.  | The Dead Man (Part 2)        | 0:40  |
| 2-03.  | The Dead Man (Part 3)        | 0:45  |
| 2-04.  | The Dead Man (Part 4)        | 0:57  |
| 2-05.  | The Dead Man (Part 5)        | 0:45  |
| 2-06.  | The Dead Man (Part 6)        | 0:55  |
| 2-07.  | The Dead Man (Part 7)        | 0:27  |
| 2-08.  | The Dead Man (Part 8)        | 1:09  |
| 2-09.  | The Dead Man (Part 9)        | 0:51  |
| 2-10.  | The Dead Man (Part 10)       | 1:14  |
| 2-11.  | The Dead Man (Part 11)       | 1:32  |
| 2-12.  | The Dead Man (Part 12)       | 0:56  |
| 2-13.  | The Dead Man (Part 13)       | 1:28  |
| 2-14.  | Music For Children           | 14:29 |
| 2-15.  | Memento Mori                 | 26:28 |
| 2-16.  | Kol Nidre (Clarinet Quartet) | 6:47  |
| 109:35 |                              |       |

## Personnel
- The Asko Ensemble sous la direction de Stephen Ashbury
- The Mondriaan Quartet
- Tomoko Mukaiyama - piano